# Nam Na-yeong
Dans ce nom coréen, le nom de famille, Nam, précède le nom personnel.
Nam Na-yeong (남나영) est une monteuse sud-coréenne, née en 1971 à Busan.

## Filmographie

### Films
- 1997 : No. 3 (넘버 3) de Song Neung-han
- 2001 : My Boss, My Hero (두사부일체 (頭師父一體)) de Yoon Je-kyoon
- 2002 : Wet Dreams (몽정기) de Jeong Cho-sin
- 2003 : Mr. Butterfly (나비) de Kim Hyeon-seong
- 2003 : Please Teach Me English (영어완전정복) de Kim Seong-su
- 2004 : Arahan (아라한-장풍 대작전) de Ryoo Seung-wan
- 2004 : Doll Master (인형사) de Jeong Yong-ki
- 2004 : R-Point (알 포인트) de Kong Soo-chang
- 2004 : A Family (가족) de Lee Jeong-cheol
- 2004 : Some (썸) de Jang Yoon-hyeon
- 2004 : Shinsukki Blues (신석기 블루스) de Kim Do-hyeok
- 2005 : Wet Dreams 2 (몽정기 2) de Jeong Cho-sin
- 2005 : Crying Fist (주먹이 운다) de Ryoo Seung-wan
- 2005 : Love in Magic (연애술사) de Cheon Se-hwan
- 2005 : Shadowless Sword (무영검 - 無影劍) de Kim Yeong-joon
- 2006 : Guseju (구세주) de Kim Jeong-woo
- 2006 : The City of Violence (짝패) de Ryoo Seung-wan
- 2006 : Cheonhajangsa Madonna (천하장사 마돈나) de Lee Hae-joon
- 2006 : Marrying the Mafia III (가문의 부활 - 가문의 영광 3) de Jeong Yong-ki
- 2006 : The Restless (중천) de Jo Dong-oh
- 2007 : Hwangjin-y (황진이) de Jang Yoon-hyeon
- 2007 : Black House (검은 집) de Sin Tae-ra
- 2007 : The Houseguest and My Mother (사랑방 선수와 어머니) de Lim Yeong-seong
- 2007 : 2 Faces of My Girlfriend (두 얼굴의 여친) de Lee Seok-hoon
- 2008 : Last Present (마지막 선물) de Kim Yeong-joon
- 2008 : Le Bon, la Brute et le Cinglé (좋은 놈, 나쁜 놈, 이상한 놈) de Kim Jee-woon
- 2008 : Dachimawa Lee (다찌마와 리 - 악인이여 지옥행 급행열차를 타라!) de Ryoo Seung-wan
- 2008 : Speedy Scandal (과속스캔들) de Kang Hyeong-cheol
- 2009 : L'Œil du privé (그림자 살인) de Park Dae-min
- 2009 : Insadong Scandal (인사동 스캔들) de Park Hee-gon
- 2009 : Castaway on the Moon (김씨 표류기) de Lee Hae-joon
- 2009 : Just Friends? (친구 사이?) de Kim Jho Kwang-soo (court-métrage)
- 2010 : The Secret Reunion (의형제) de Jang Hoon
- 2010 : J'ai rencontré le Diable (악마를 보았다) de Kim Jee-woon
- 2010 : Desire To Kill (죽이고 싶은) de Jo Won-hee et Kim Sang-hwa
- 2010 : Foxy Festival (페스티발) de Lee Hae-yeong
- 2010 : Petty Romance (쩨쩨한 로맨스) de Kim Jeong-hoon
- 2011 : Sunny (써니) de Kang Hyeong-cheol
- 2011 : Always (오직 그대만) de Song Il-gon
- 2011 : Punch (완득이) de Kim Dong-woo
- 2012 : Gabi (가비) de Jang Yoon-hyeon
- 2012 : Masquerade (광해, 왕이 된 남자) de Choo Chang-min
- 2012 : A Company Man (회사원) de Lim Sang-yoon
- 2012 : A Werewolf Boy (늑대소년) de Jo Sung-hee
- 2013 : Running Man (런닝맨) de Jo Dong-oh
- 2013 : Pandémie (감기) de Kim Seong-su
- 2014 : Miss Granny (수상한 그녀) de Hwang Dong-hyeok
- 2014 : Uneun namja (우는 남자) de Lee Jeong-beom
- 2018 : Swing Kids (스윙키즈) de Kang Hyeong-cheol
- 2018 : The Princess and the Matchmaker (궁합) de Hong Chang-pyo
- 2019 : Innocent Witness (증인) de Lee Han
- 2019 : Jo Pil-Ho : Souffle de rage (악질경찰) de Lee Jeong-beom
- 2021 : Nothing Serious (en) (연애 빠진 로맨스) de Jeong Ga-young

## Distinctions

### Récompense
- Asian Film Awards 2010 : Meilleur montage pour J'ai rencontré le Diable (악마를 보았다)

### Nomination
- Grand Bell Awards 2007 : Meilleur montage pour The City of Violence (짝패)